# Marpissa longiuscula
Marpissa longiuscula är en spindelart som beskrevs av Simon 1871. Marpissa longiuscula ingår i släktet Marpissa och familjen hoppspindlar. Inga underarter finns listade i Catalogue of Life.